# Гельфанд, Сергей Израилевич
Сергей Изра́илевич Гельфа́нд (род. 16 июня 1944, Москва) — советский и американский математик.
Родился в семье математиков — Израиля Моисеевича Гельфанда и Зори Яковлевны Шапиро. В 1966 году окончил механико-математический факультет Московского университета. В 1969 году защитил диссертацию кандидата физико-математических наук под руководством Александра Александровича Кириллова.
Работал старшим научным сотрудником Института проблем передачи информации имени Харкевича. С 1990 года — в США. Возглавлял отдел переводов с русского языка (1990), с 1997 года — директор по приобретениям, с 2002 года — заместитель издателя, с 2007 года — ответственный издатель Американского математического общества в Провиденсе.
Под его редакцией вышла серия семинаров Израиля Гельфанда. Совместно с отцом и Иосифом Бернштейном в работе по представлениям групп Ли ввёл понятие резольвенты для задачи классификации петель групп Ли (резольвента Бернштейна — Гельфанда — Гельфанда). Совместно с Робертом Макферсоном установил теорему декомпозиции (1980).
Сын — российский биоинформатик Михаил Сергеевич Гельфанд.

## Монографии
- Задачи по элементарной математике: последовательности, комбинаторика, пределы (совместно с М. Л. Гервером, А. А. Кирилловым, Н. Н. Константиновым и А. Г. Кушниренко). M.: Наука, 1965.
- Sequences, Combinations, Limits (совместно с М. Л. Гервером, А. А. Кирилловым, Н. Н. Константиновым и А. Г. Кушниренко). The MIT Press, 1969 & Dover Publications, 2002.
- Операторы Фурье — Вайля на основном аффинном пространстве группы Шевалле (совместно с М. И. Граевым). M.: ИПМ, 1973.
- С. И. Гельфанд, Ю. И. Манин. Методы гомологической алгебры. Том 1: Введение в теорию когомологий и производные категории. М.: Наука, 1988. — 416 с.
- С. И. Гельфанд, Ю. И. Манин. Гомологическая алгебра. М.: ВИНИТИ, 1989. — 233 с.
- S. I. Gelfand, Y. I. Manin. Methods of Homological Algebra. Springer, 1991 и 2002.